# Cercosporella primulae
Cercosporella primulae är en svampart som beskrevs av Allesch. 1892. Cercosporella primulae ingår i släktet Cercosporella och familjen Mycosphaerellaceae.   Inga underarter finns listade i Catalogue of Life.